# 篠ノ井駅

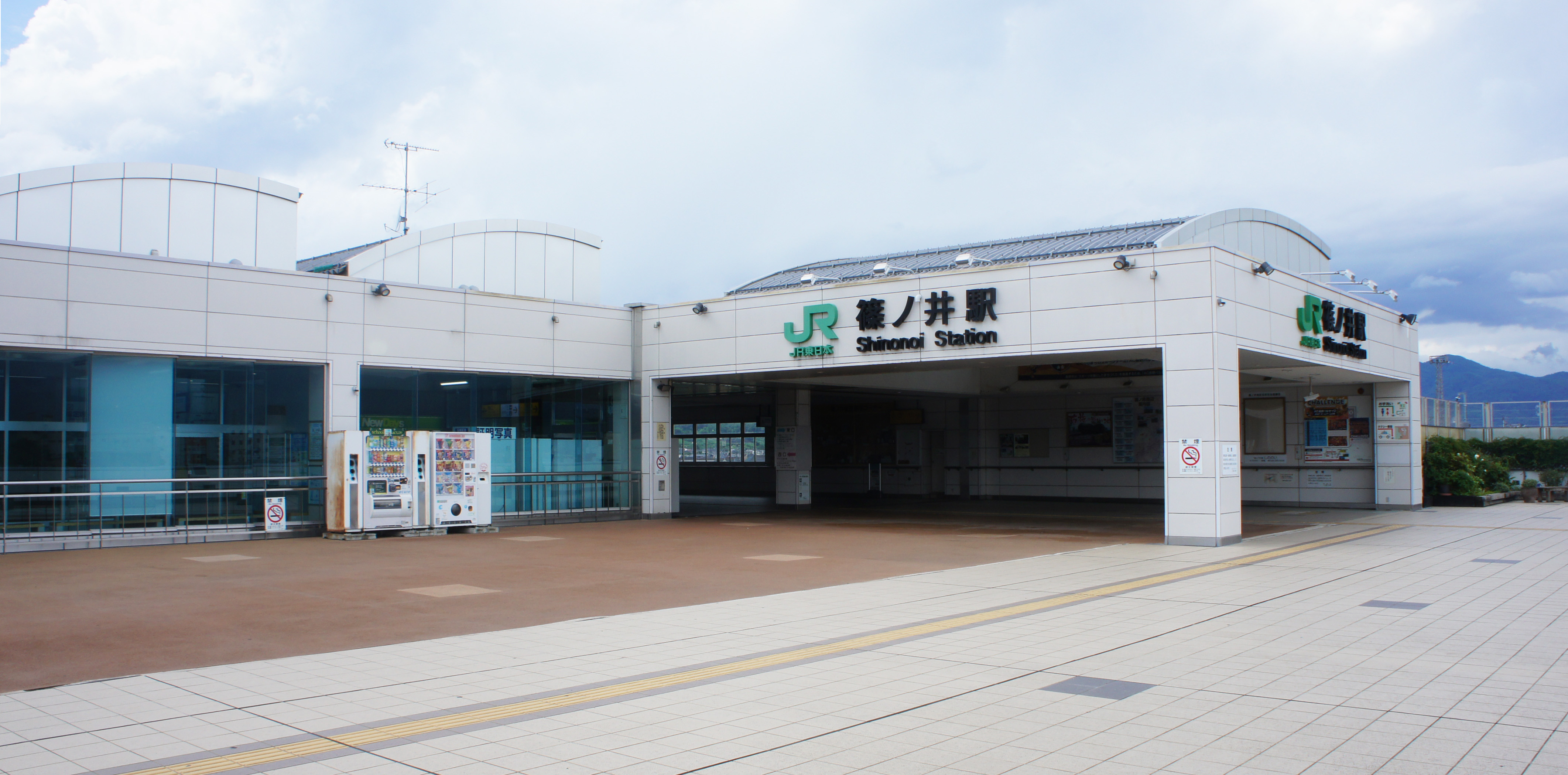
東口出入口（2021年7月）

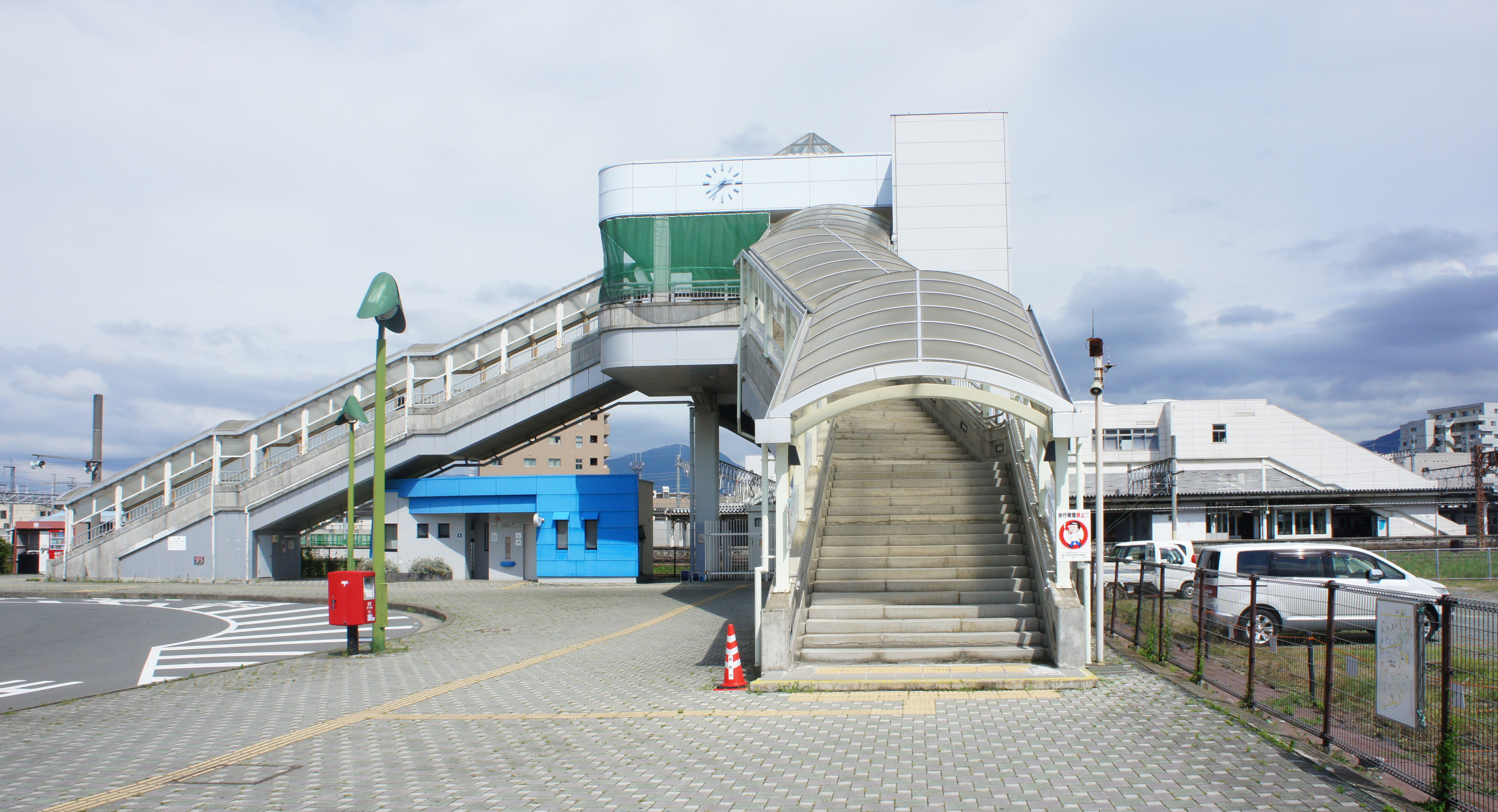
西口（2021年7月）

篠ノ井駅（しののいえき）は、長野県長野市篠ノ井布施高田にある、東日本旅客鉄道（JR東日本）・しなの鉄道の駅である。
両社の共同使用駅（JR東日本の管轄駅）であり、出札・改札業務はJR東日本が行う。

## 乗り入れ路線
JR東日本の信越本線と篠ノ井線、しなの鉄道のしなの鉄道線の3路線が乗り入れている。JRの駅としては信越本線を所属線としている。
1997年（平成9年）9月30日までは、しなの鉄道線も信越本線の一部をなしており、当駅は信越本線の中間駅であったが、翌10月1日の北陸新幹線の部分開業に伴う並行在来線分離により、当駅から軽井沢駅方面の区間がしなの鉄道に移管され、現在の形となった。その結果、3路線とも当駅が起終点となっているが、運転系統上では信越本線と篠ノ井線、信越本線としなの鉄道線の組み合わせでそれぞれ一体的な列車系統となっている。ただし、平日朝に当駅始発、2023年（令和5年）のダイヤ改正より当駅止まりの列車もある。なお、しなの鉄道の列車はJRへの片乗り入れである。
普通列車・快速列車のほか、特急「しなの」の全列車が停車する。平日に運転される特急「信州」と「しなのサンライズ号・しなのサンセット号」、ならびに土休日に運転される「軽井沢リゾート号」は当駅を通過する。このほか、観光列車である「ナイトビュー姨捨」は運行開始当初から、「リゾートビューふるさと」は2017年（平成29年）3月4日から上下列車とも停車する。

## 歴史
- 1888年（明治21年）
  - 8月15日：国有鉄道信越線の駅として開業する[1][7]。当初は工事の都合により、営業は行わなかった[4]。
  - 9月15日：営業を開始する（一般駅）[4]。
- 1900年（明治33年）11月1日：中央線（後の篠ノ井線）が西条駅まで開通する[8]。
- 1927年（昭和2年）1月：駅舎（2代目）改築が竣工し、供用を開始する。
- 1963年（昭和38年）11月1日：電報取扱廃止[9]。
- 1979年（昭和54年）6月2日：修学旅行専用電車と入替作業中の貨車が衝突し、中学生350人余が負傷する（信越本線篠ノ井駅列車衝突脱線事故）[10]。
- 1982年（昭和57年）4月：駅舎（3代目）改築が竣工し、供用を開始する。
- 1986年（昭和61年）2月14日：6時46分ごろに3番線で、篠ノ井線から信越本線に向かうため12系客車から切り離された機回し中の機関車が逆走し、停車中の団体列車に衝突する。乗客39名が重軽傷[11]。
- 1986年（昭和61年）11月1日：荷物・専用線発着を除く車扱貨物の取り扱いを廃止する[4]。
- 1987年（昭和62年）4月1日：国鉄分割民営化により、JR東日本・JR貨物の駅となる[7][4][8]。
- 1994年（平成6年）3月12日：駅橋上化に伴い、当時の駅舎より長野寄りに50メートルの位置に仮駅舎を設置して供用を開始する[12]。
- 1995年（平成7年）9月14日：現駅舎（4代目）改築と東西自由通路が竣工し、供用を開始する[13]。
- 1997年（平成9年）10月1日：北陸新幹線開通に伴い、信越本線・軽井沢 - 篠ノ井間がJR東日本からしなの鉄道に移管される[7]。また、特急「しなの」の全列車が停車するようになる[14]。
- 2000年（平成12年）：貨物列車の発着がなくなる。
- 2005年（平成17年）3月18日：自動改札機の供用を開始する。
- 2006年（平成18年）4月1日：日本貨物鉄道の駅が廃止となる[15]。
- 2008年（平成20年）2月：1番線、2・3番線ホームに待合室（5人掛+7人掛・冷暖房完備）が設置される。
- 2010年（平成22年）12月25日：6月10日から行われたホーム上屋築増工事が完了。
- 2015年（平成27年）4月1日：業務委託化。管理駅業務を長野駅へ移管する。
- 2017年（平成29年）9月：自動改札機を更新。設置数が4台から3台へ減少。
- 2025年（令和7年）
  - 2月以降：駅番号に篠ノ井線にはSN 15を、信越本線にはSE 09を設定[16]。
  - 3月15日：JR東日本でICカード「Suica」の利用が可能となる[17][18]。東京近郊区間に編入される[17]。
- 2026年（令和8年）春：しなの鉄道でICカード「Suica」の利用が可能となる（予定）[19]。

## 駅構造
単式ホーム1面1線、島式ホーム1面2線を持つ地上駅である。橋上駅舎を有するほか、駅東西を横断する自由通路を併設しており、東口側には駅舎側に面したペデストリアンデッキが架設されている。
ステーションビルMIDORIが受託する長野駅管理の業務委託駅である。みどりの窓口が設置されている。かつてはJR東日本の直営駅（駅長配置）で、地区管理駅として姨捨駅・稲荷山駅・今井駅・川中島駅を管理していたが、長鉄開発への業務委託化に伴い、これらの駅の管理権限は長野駅へ移管された。
ホーム上には1番線、2・3番線の各階段下に待合室が設けられている。Suica対応の自動改札機が3台設置されている。自動券売機はいずれもタッチパネル式で、指定席券売機1台、JR線用2台、しなの鉄道線・飯山線用1台の計4台が設置されている。改札口付近には他に自動販売機、待合室、自由通路のコンコースにはNewDays（Suica電子マネーサービス利用可）、コインロッカーなどが設置されている。
2019年（令和元年）9月までは、待合室に隣接して立食いそば店「そば処 あんず」が営業していた（閉店済）。そば店・NewDaysはいずれもJR東日本リテールネット長野支店による運営である。
バリアフリー対策として、エレベーターが1番線、2・3番線に各1基、東口・西口の両駅前広場に各1基設置されている。トイレは改札内の1箇所（駅舎内）のほか、改札外には両駅前広場に各1箇所設置されている。
北陸新幹線は、当駅の東口側で在来線とほぼ同じ高度の地平部を並行して走行しており、東口のデッキは新幹線の路盤上空を覆う形で架設されている。デッキ南側に設けられた観覧スペースからは新幹線の走行風景を見学することが可能であり、過去には定期列車の通過予定時刻表も掲出されていた。またデッキには、1998年（平成10年）の長野オリンピック開催を記念して2003年（平成15年）2月15日に建立されたブロンズ像「未来に向けて」（通称「雪ん子像」）がある。これは同オリンピックの開会式で歌と踊りのパフォーマンスを披露した雪ん子をモチーフとして、雪ん子に扮した3人の子供が聖火トーチを支える姿を模っており、JR東日本長野支社が旧長野鉄道管理局時代から実施している「一駅一名物運動」の一環で当駅の名物に指定されている。
篠ノ井線に沿って1 kmほど南下した地点に、日本貨物鉄道（JR貨物）の車両基地である塩尻機関区篠ノ井派出があり、当駅では多くの貨物列車が機関車の付け替えを行うため、駅構内のホーム西側には10本の側線が敷設されている（所有はJR貨物）。このうち、ホーム寄りの下1・下2・下3・下4番線は電化されており、出発信号機がある。下1 - 下3は発着線、下4は機関車の通路線として使われている。それ以外の5 - 10番線は非電化で貨車の留置線として使われている。

### のりば
| 番線 | 路線          | 方向 | 行先                   |
| ---- | ------------- | ---- | ---------------------- |
| 1    | 篠ノ井線      | 上り | 松本・上諏訪・甲府方面 |
| 1    | ■しなの鉄道線 | 上り | 小諸・軽井沢方面       |
| 2・3 | 信越本線      | 下り | 長野・直江津方面       |

付記事項
- 1番線は篠ノ井線（松本方面）としなの鉄道線（上田方面）へ向かう直通列車が発着する。乗り間違いないよう注意喚起の案内放送をすることがある。
- 2番線は主にしなの鉄道線からの直通列車が停車し、3番線は主に篠ノ井線からの直通列車が停車する。
- 以前は1番線と2番線の間に中線が敷設されていたが、現在は撤去されている。

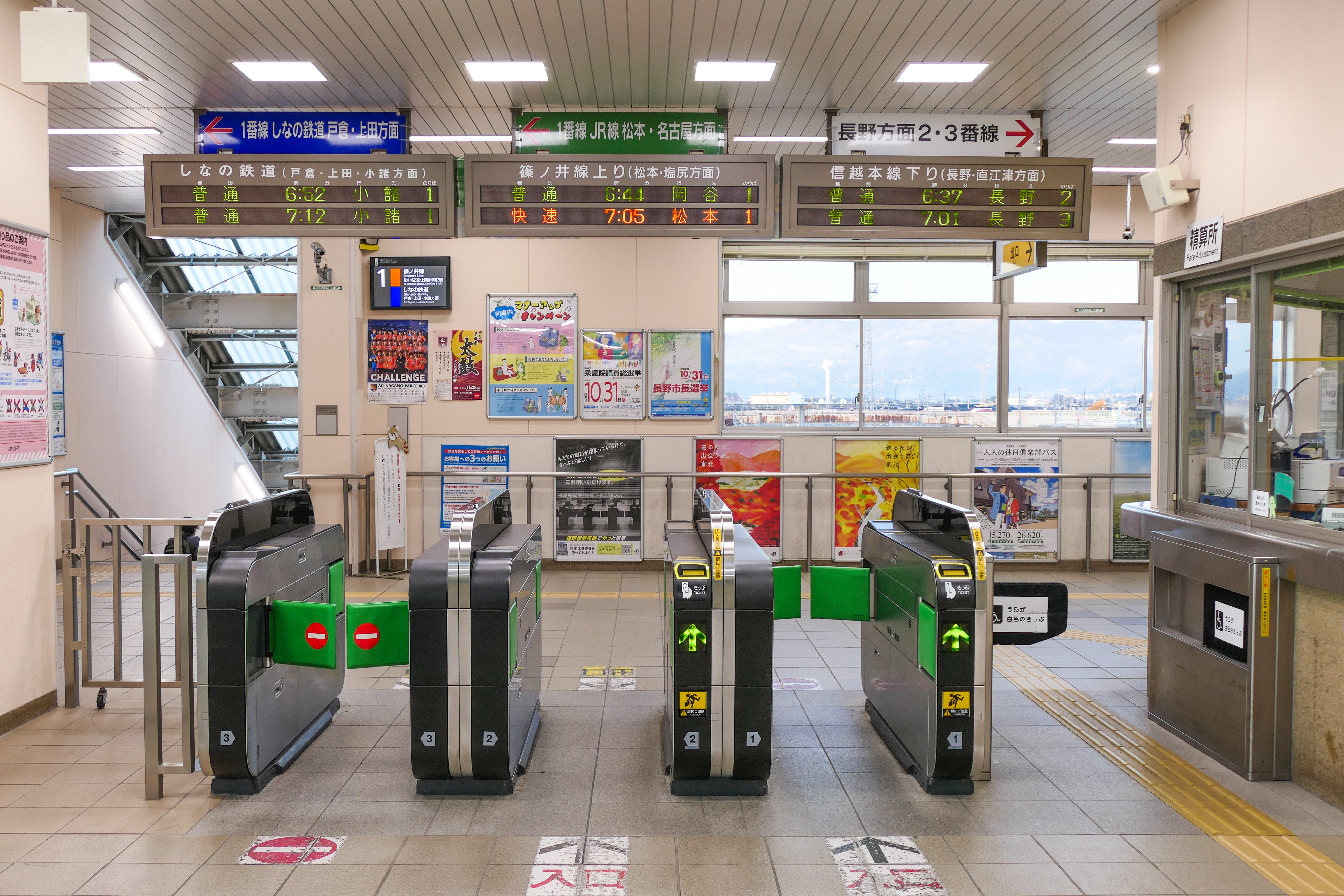
改札口（2021年10月）
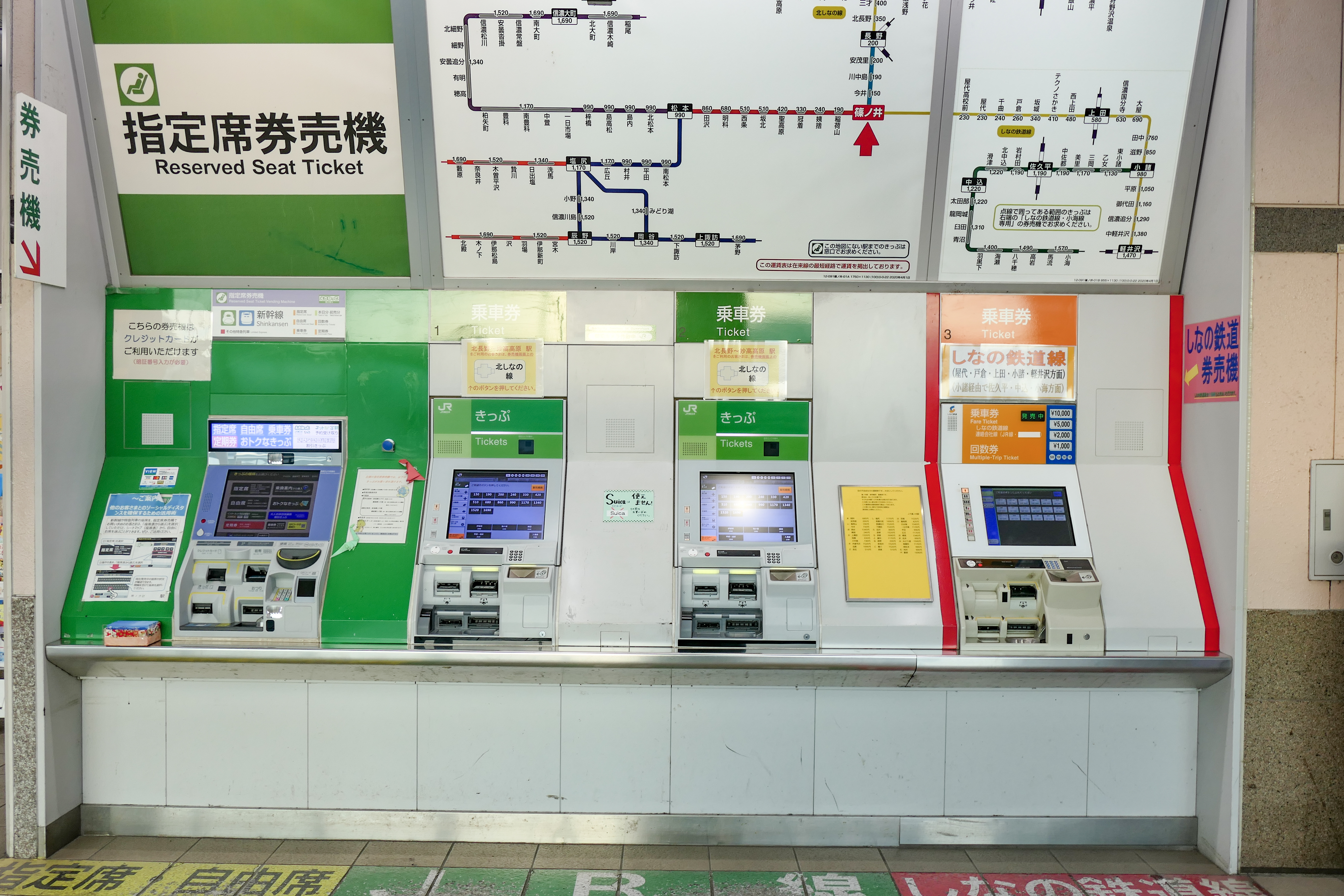
自動券売機（2021年10月）
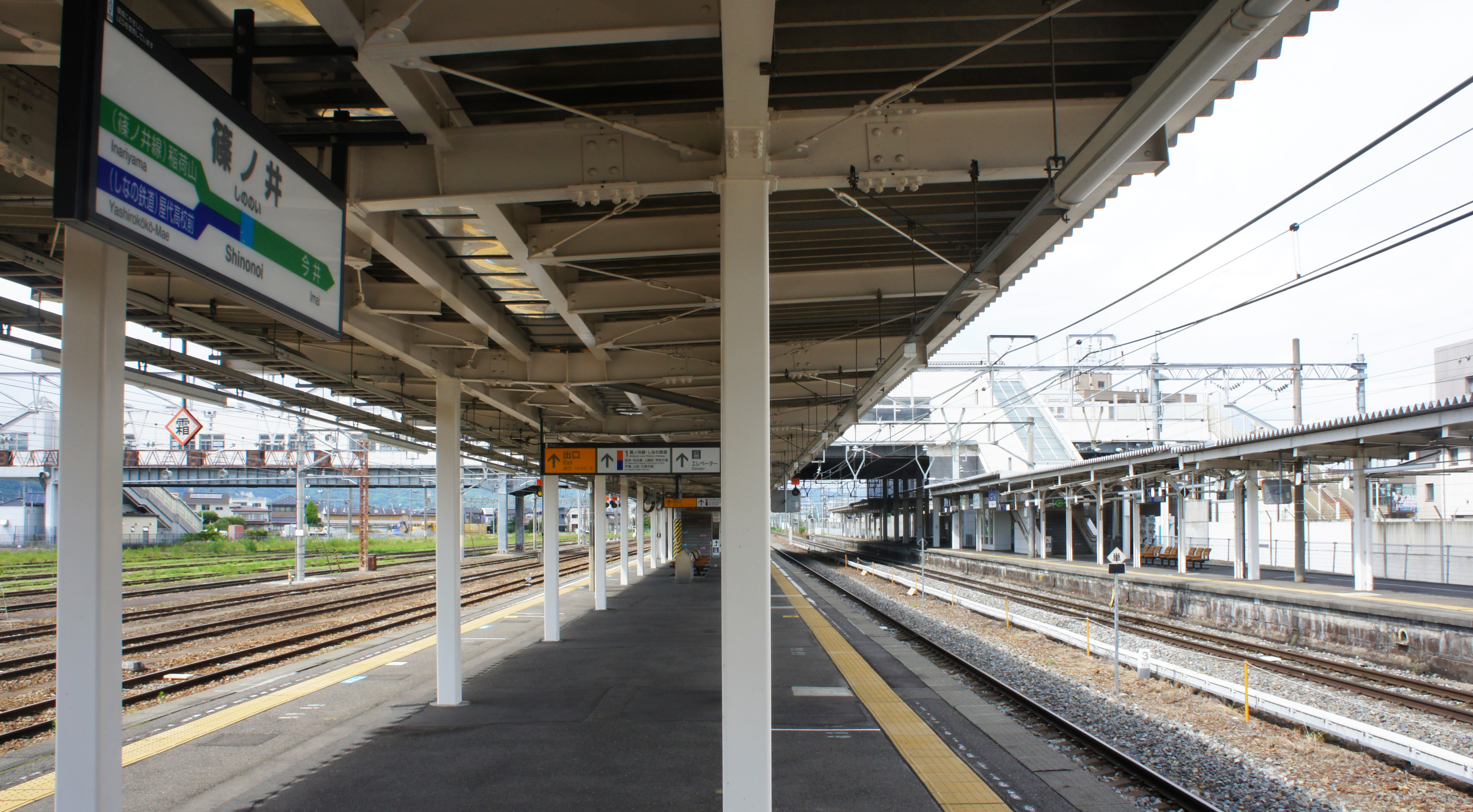
ホーム（2021年7月）
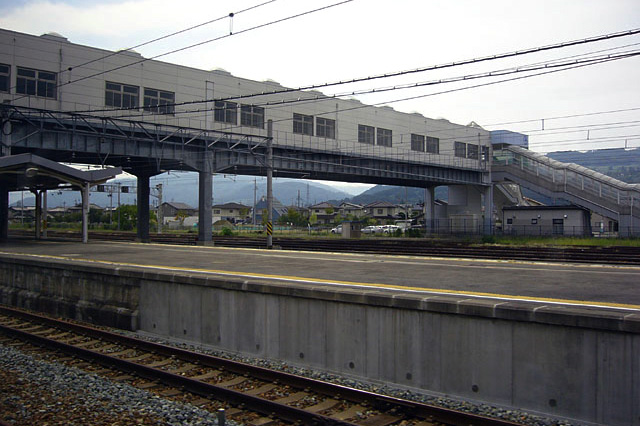
東西自由通路（2005年9月）

### 発車メロディ
当駅では1990年（平成2年）3月から1991年（平成3年）7月までの間、発車メロディとしてファンファーレが使用されていた。
当時の駅長が駅西側に所在する長野市茶臼山恐竜公園に因み、恐竜の鳴き声を発車ベルに使えないかと考えたものの、思うようなものが制作できず、当時長野市が1998年（平成10年）の冬季オリンピックの開催地に立候補していたことから、オリンピックを想起させるファンファーレの使用を思いついたのがきっかけであった。3本のホームでそれぞれ違う楽曲が演奏されていた（演奏は1番線が長野市消防団、2・3番線が陸上自衛隊）。
この発車メロディーは、同年5月6日放送のTBSラジオ「斉藤洋美のラジオはアメリカン」で取り上げられ、11月24日には当駅のホームで実際に発車ファンファーレを聴くリスナーイベントも実施された（12月2日放送）。しかし、実際の利用者にとっては大変不評で、1991年（平成3年）6月15日に長野オリンピックの開催が決定したのを機にファンファーレの使用を終了した。
その後、あらためて発車メロディの運用が開始され、東洋メディアリンクスの「Water Crown」が全3ホームで使用されている。

## 貨物取扱
かつては専用線車扱貨物の取り扱い駅であった。接続専用線、輸送品目は以下のとおりである。
| 所有者                   | 主な取扱品 | 主な取扱品 | 運行区間         |
| 所有者                   | 発送       | 到着       | 運行区間         |
| ------------------------ | ---------- | ---------- | ---------------- |
| 日本セメント             |            | セメント   | 糸魚川駅、青海駅 |
| エッソ・スタンダード石油 | 空タンク車 | ガソリン   | 汐見町駅         |
| 長野県くみあい飼料       |            | 飼料       | 新湊駅、知多駅   |

専用線は本線の西側に沿って北上した今井駅南方にあった。セメント専用線は当初明星セメントが開設したものであったが、1973年（昭和48年）に日本セメントへ編入された後、1998年（平成10年）には秩父小野田と合併し太平洋セメントの専用線となった。エッソ、長野県くみあい飼料の専用線は1980年代に廃止されたが、日本セメント専用線は2000年（平成12年）12月まで貨物列車の発着があった。

## 利用状況
- JR東日本 - 2023年度（令和5年度）の1日平均乗車人員は8,179人である[JR 1]。
- しなの鉄道 - 2023年度（令和5年度）の1日平均乗車人員は568人である[市 1]。

2000年度（平成12年度）以降の推移は以下のとおりである。
| 1日平均乗車人員推移 | 1日平均乗車人員推移 | 1日平均乗車人員推移 | 1日平均乗車人員推移 | 1日平均乗車人員推移 | 1日平均乗車人員推移 |
| 年度                | JR東日本            | JR東日本            | JR東日本            | しなの鉄道          | 出典                |
| 年度                | 定期外              | 定期                | 合計                | しなの鉄道          | 出典                |
| ------------------- | ------------------- | ------------------- | ------------------- | ------------------- | ------------------- |
| 2000年（平成12年）  |                     |                     | 10,935              |                     | [ JR 2 ]            |
| 2001年（平成13年）  |                     |                     | 10,622              |                     | [ JR 3 ]            |
| 2002年（平成14年）  |                     |                     | 10,397              |                     | [ JR 4 ]            |
| 2003年（平成15年）  |                     |                     | 10,252              |                     | [ JR 5 ]            |
| 2004年（平成16年）  |                     |                     | 10,077              |                     | [ JR 6 ]            |
| 2005年（平成17年）  |                     |                     | 9,995               |                     | [ JR 7 ]            |
| 2006年（平成18年）  |                     |                     | 9,872               |                     | [ JR 8 ]            |
| 2007年（平成19年）  |                     |                     | 9,643               |                     | [ JR 9 ]            |
| 2008年（平成20年）  |                     |                     | 9,588               |                     | [ JR 10 ]           |
| 2009年（平成21年）  |                     |                     | 9,589               |                     | [ JR 11 ]           |
| 2010年（平成22年）  |                     |                     | 9,477               |                     | [ JR 12 ]           |
| 2011年（平成23年）  |                     |                     | 9,405               |                     | [ JR 13 ]           |
| 2012年（平成24年）  | 2,258               | 7,123               | 9,381               |                     | [ JR 14 ]           |
| 2013年（平成25年）  | 2,250               | 7,244               | 9,494               |                     | [ JR 15 ]           |
| 2014年（平成26年）  | 2,216               | 6,998               | 9,215               |                     | [ JR 16 ]           |
| 2015年（平成27年）  | 2,903               | 7,285               | 10,188              | 788                 | [ JR 17 ] [ 市 2 ]  |
| 2016年（平成28年）  | 2,717               | 7,216               | 9,934               | 628                 | [ JR 18 ] [ 市 2 ]  |
| 2017年（平成29年）  | 2,351               | 7,284               | 9,636               | 580                 | [ JR 19 ] [ 市 2 ]  |
| 2018年（平成30年）  | 2,338               | 7,239               | 9,577               | 596                 | [ JR 20 ] [ 市 3 ]  |
| 2019年（令和元年）  | 2,201               | 7,166               | 9,367               | 610                 | [ JR 21 ] [ 市 4 ]  |
| 2020年（令和02年）  | 1,117               | 6,500               | 7,617               | 500                 | [ JR 22 ] [ 市 5 ]  |
| 2021年（令和03年）  | 1,300               | 6,372               | 7,673               | 539                 | [ JR 23 ] [ 市 5 ]  |
| 2022年（令和04年）  | 1,650               | 6,374               | 8,025               | 537                 | [ JR 24 ] [ 市 5 ]  |
| 2023年（令和05年）  | 1,824               | 6,354               | 8,179               | 568                 | [ JR 1 ] [ 市 1 ]   |

## 駅周辺

### 東口側
- 長野南警察署長野市篠ノ井駅前交番
- 篠ノ井郵便局[27]
- 長野市役所篠ノ井支所[1]
- 長野市立南部図書館[1]
- 長野県警察本部北信運転免許センター
- 厚生労働省長野労働局篠ノ井公共職業安定所（ハローワーク篠ノ井）
- 長野県篠ノ井高等学校[1]
- 長野県更級農業高等学校[1]
- 長野俊英高等学校[1]
- 篠ノ井総合病院[1]
- 驥山館
- 西友篠ノ井店
- デリシア篠ノ井東店
- デリシア篠ノ井店
- 南長野運動公園 - 運動公園へは車で約8分、徒歩で約30分。定期の路線バスは下記「篠ノ井ぐるりん号」の平日4本のみ（所要約9分）だが、イベント開催時には西口からシャトルバス（有料）が運行される場合あり。
  - 長野オリンピックスタジアム
  - 南長野運動公園総合球技場（長野Uスタジアム）
- ホテルルートインコート篠ノ井
- 八十二銀行 篠ノ井支店

### 西口側
- 長野市立篠ノ井西中学校
- 長野市茶臼山動物園[1]
- 長野市茶臼山恐竜公園・自然植物園[1]

## バス路線
| のりば           | 運行事業者                  | 路線・行先 | 出典                        |
| 篠ノ井駅（東口） | 篠ノ井駅（東口）            | 篠ノ井駅（東口） | 篠ノ井駅（東口）            |
| ---------------- | --------------------------- | --- | --------------------------- |
| 1                | アルピコ交通 （川中島バス） | 32：長野駅・長野市役所前 | [ 28 ] [ 29 ]               |
| 2                | アルピコ交通                | - 128：篠ノ井病院前／信州新町・犀峡高校 - 130：松代高校 | [ 28 ] [ 30 ] [ 31 ]        |
| 2                | 長野市                      | - 横田塩崎線：篠ノ井支所／稲荷山駅前・石川老人憩の家 - 篠ノ井協和線：篠ノ井病院前／川中島駅 - のぶさと号・スクール「信里地域バス」：篠ノ井病院前／秋古公民館前 - 篠ノ井ぐるりん号：西原方面 | [ 32 ] [ 33 ] [ 34 ] [ 35 ] |
| 篠ノ井駅西口     |                             | |                             |
|                  | 長野市                      | - のぶさと号・スクール「信里地域バス」：秋古公民館前／篠ノ井西中学校・篠ノ井病院前 - ぐるりん号（ZOOぐる）：茶臼山動物園南口                                                                | [ 34 ] [ 36 ]               |

## その他
- JR東日本としなの鉄道の社界は、約800メートル南にある長野県道70号長野信州新線の立体交差付近である。

## 隣の駅
東日本旅客鉄道（JR東日本）
 信越本線
□快速
（篠ノ井線・しなの鉄道線）篠ノ井駅 (SE 09) - 川中島駅 (SE 11)
■普通
（篠ノ井線・しなの鉄道線）篠ノ井駅 (SE 09) - 今井駅 (SE 10)
 篠ノ井線（当駅 - 長野駅間は信越本線）
- 特急「しなの」停車駅

□快速
聖高原駅 (SN 11) - 稲荷山駅 (SN 14)* - 篠ノ井駅 (SN 15)（信越本線）
*:一部の快速列車は稲荷山駅を通過する。
■普通（「みすず」含む）
稲荷山駅 (SN 14) - 篠ノ井駅 (SN 15)（信越本線）
しなの鉄道
■しなの鉄道線
□快速
屋代駅 - 篠ノ井駅（信越本線）
■普通
屋代高校前駅 -  篠ノ井駅（信越本線）

### 記事本文
1. 1 2 3 4 5 6 7 8 9 10 11 12 13 14 15 16  信濃毎日新聞社出版部『長野県鉄道全駅 増補改訂版』信濃毎日新聞社、2011年7月24日、20頁。ISBN 9784784071647。
2. 1 2  “駅業務委託｜駅ビジネス事業｜事業紹介｜生鮮市場JCなど運営 株式会社ステーションビルMIDORI”.   ステーションビルMIDORI. 2022年4月1日閲覧。
3. 1 2 3 4  『週刊 JR全駅・全車両基地』 14号 長野駅・新津駅・高田駅ほか、朝日新聞出版〈週刊朝日百科〉、2012年11月11日、19頁。
4. 1 2 3 4 5  石野 1998, p. 578.
5. ↑  交通新聞社　JR時刻表　2023年11月号
6. ↑  2023年3月ダイヤ改正について - JR東日本長野支社
7. 1 2 3  曽根悟（監修） 著、朝日新聞出版分冊百科編集部 編『週刊 歴史でめぐる鉄道全路線 国鉄・JR』 11号 信越本線、朝日新聞出版〈週刊朝日百科〉、2009年9月20日、20-25頁。
8. 1 2  石野 1998, p. 207.
9. ↑  日本電信電話公社報　昭和38年11月19日第2099号
10. ↑  長野鉄道管理局 編『写真でつづる長野鉄道管理局の歩み』長野鉄道管理局、1987年3月10日、480頁。
11. ↑  「機関車“迷走”客車に衝突、３９人けが　国鉄篠ノ井駅」『朝日新聞』朝日新聞社、1986年2月14日、東京夕刊、11面。
12. ↑  「橋上化工事始まる JR信越本線篠ノ井駅 仮駅舎12日から使用」『交通新聞』交通新聞社、1994年3月10日、3面。
13. ↑  「篠ノ井「橋上駅」が開業　北陸新幹線建設で改修　県内で２番目」『信濃毎日新聞』信濃毎日新聞社、1995年9月15日、朝刊、7面。
14. ↑  「JR6社が秋のダイヤ改正」『交通新聞』交通新聞社、1997年7月29日、1面。
15. ↑  『貨物駅の廃止及び呼称の統一について』（PDF）（プレスリリース）日本貨物鉄道、2006年3月16日。オリジナルの2021年3月17日時点におけるアーカイブ。2021年3月17日閲覧。
16. ↑  『JR東日本長野支社管内へ「駅ナンバリング」を拡大します』（PDF）（プレスリリース）東日本旅客鉄道長野支社、2024年12月13日。オリジナルの2024年12月13日時点におけるアーカイブ。2024年12月16日閲覧。
17. 1 2  『2025年3月15日（土）長野県のSuica利用がますます便利になります』（PDF）（プレスリリース）東日本旅客鉄道長野支社、2024年12月13日。オリジナルの2024年12月13日時点におけるアーカイブ。2024年12月16日閲覧。
18. ↑  『長野県におけるSuicaご利用駅の拡大について』（PDF）（プレスリリース）東日本旅客鉄道長野支社、2023年6月20日。オリジナルの2023年6月20日時点におけるアーカイブ。2023年6月20日閲覧。
19. ↑  『しなの鉄道全線への「Suica」導入について』（PDF）（プレスリリース）しなの鉄道、2025年2月27日。オリジナルの2025年2月27日時点におけるアーカイブ。2025年2月28日閲覧。
20. 1 2 3 4  “JR東日本：駅構内図・バリアフリー情報（篠ノ井駅）”.   東日本旅客鉄道. 2025年5月12日閲覧。
21. ↑  “時刻表 篠ノ井駅：JR東日本”.   東日本旅客鉄道. 2025年5月12日閲覧。
22. 1 2 3  「金管楽器の「ファンファーレ発車メロディ」、1年で取りやめになったワケ」『乗りものニュース』メディア・ヴァーグ、2019年1月25日。オリジナルの2019年4月21日時点におけるアーカイブ。2019年4月21日閲覧。
23. ↑  『モアイのスキップ』日音、1991年5月、42-43頁。
24. ↑  斉藤洋美のラジオはアメリカン「ラジアメ年表」『おもしろ回文集・野茂の物は野茂の物』興陽館、1993年6月、179-190頁。ISBN 4906113974。
25. ↑  「昭和５８年版全国専用線一覧表」.
26. ↑  「百年史」日本セメント株式会社.
27. ↑  “JR東日本：「長野県長野市篠ノ井布施高田」付近地図”.   東日本旅客鉄道. 2016年1月4日閲覧。
28. 1 2  “篠ノ井駅 バスのりば案内”.   アルピコグループ. 2016年3月4日時点のオリジナルよりアーカイブ。2025年5月12日閲覧。
29. ↑  “一般路線バス（【32】運転免許センター篠ノ井線 【33】北原篠ノ井線 【34】三本柳線 【35】稲里循環線）”.   アルピコ交通. 2025年5月12日閲覧。
30. ↑  “一般路線バス（【128】篠ノ井新町線）”.   アルピコ交通. 2025年5月12日閲覧。
31. ↑  “一般路線バス（【130】松代篠ノ井線）”.   アルピコ交通. 2025年5月12日閲覧。
32. ↑  “長野市乗合タクシー 横田塩崎線” (PDF). 乗合タクシー横田塩崎線.   長野市 (2025年3月). 2025年5月12日閲覧。
33. ↑  “長野市乗合タクシー 篠ノ井協和線” (PDF). 乗合タクシー篠ノ井共和線.   長野市 (2025年3月). 2025年5月12日閲覧。
34. 1 2  “乗合タクシー「のぶさと号」 スクール「信里地域バス」を利用しましょう!” (PDF). 篠ノ井信里地区「のぶさと号」 - 長野市公式ホームページ.   長野市 (2025年3月). 2025年5月12日閲覧。
35. ↑  “循環バス『篠ノ井ぐるりん号』” (PDF). 地域循環コミュニティバス「篠ノ井ぐるりん号」 - 長野市公式ホームページ.   長野市 (2025年3月1日). 2025年5月12日閲覧。
36. ↑  “ZOOぐるに乗って茶臼山動物園に行こう!!” (PDF).   長野市. 2016年3月6日時点のオリジナルよりアーカイブ。2016年1月4日閲覧。

### 利用状況

#### JR東日本
1. 1 2  “各駅の乗車人員（2023年度）”.   東日本旅客鉄道. 2024年7月20日閲覧。
2. ↑  “各駅の乗車人員（2000年度）”.   東日本旅客鉄道. 2019年3月26日閲覧。
3. ↑  “各駅の乗車人員（2001年度）”.   東日本旅客鉄道. 2019年3月26日閲覧。
4. ↑  “各駅の乗車人員（2002年度）”.   東日本旅客鉄道. 2019年3月26日閲覧。
5. ↑  “各駅の乗車人員（2003年度）”.   東日本旅客鉄道. 2019年3月26日閲覧。
6. ↑  “各駅の乗車人員（2004年度）”.   東日本旅客鉄道. 2019年3月26日閲覧。
7. ↑  “各駅の乗車人員（2005年度）”.   東日本旅客鉄道. 2019年3月26日閲覧。
8. ↑  “各駅の乗車人員（2006年度）”.   東日本旅客鉄道. 2019年3月26日閲覧。
9. ↑  “各駅の乗車人員（2007年度）”.   東日本旅客鉄道. 2019年3月26日閲覧。
10. ↑  “各駅の乗車人員（2008年度）”.   東日本旅客鉄道. 2019年3月26日閲覧。
11. ↑  “各駅の乗車人員（2009年度）”.   東日本旅客鉄道. 2019年3月26日閲覧。
12. ↑  “各駅の乗車人員（2010年度）”.   東日本旅客鉄道. 2019年3月26日閲覧。
13. ↑  “各駅の乗車人員（2011年度）”.   東日本旅客鉄道. 2019年3月26日閲覧。
14. ↑  “各駅の乗車人員（2012年度）”.   東日本旅客鉄道. 2019年3月26日閲覧。
15. ↑  “各駅の乗車人員（2013年度）”.   東日本旅客鉄道. 2019年3月26日閲覧。
16. ↑  “各駅の乗車人員（2014年度）”.   東日本旅客鉄道. 2019年3月26日閲覧。
17. ↑  “各駅の乗車人員（2015年度）”.   東日本旅客鉄道. 2019年3月26日閲覧。
18. ↑  “各駅の乗車人員（2016年度）”.   東日本旅客鉄道. 2019年3月26日閲覧。
19. ↑  “各駅の乗車人員（2017年度）”.   東日本旅客鉄道. 2019年3月26日閲覧。
20. ↑  “各駅の乗車人員（2018年度）”.   東日本旅客鉄道. 2019年7月11日閲覧。
21. ↑  “各駅の乗車人員（2019年度）”.   東日本旅客鉄道. 2020年7月13日閲覧。
22. ↑  “各駅の乗車人員（2020年度）”.   東日本旅客鉄道. 2021年7月24日閲覧。
23. ↑  “各駅の乗車人員（2021年度）”.   東日本旅客鉄道. 2022年8月7日閲覧。
24. ↑  “各駅の乗車人員（2022年度）”.   東日本旅客鉄道. 2023年7月11日閲覧。

#### 長野市
1. 1 2  “8 運輸・通信” (xlsx). 令和6年版長野市統計書.   長野市 (2025年3月). 2025年5月11日閲覧。
2. 1 2 3  “8.運輸・通信” (PDF). 平成30年版長野市統計書.   長野市. p. 166 (2019年4月22日). 2019年4月26日時点のオリジナルよりアーカイブ。2019年4月26日閲覧。
3. ↑  “8 運輸・通信” (xls). 令和元年版長野市統計書.   長野市 (2020年3月25日). 2020年4月1日時点のオリジナルよりアーカイブ。2020年4月1日閲覧。
4. ↑  “8 運輸・通信” (xls). 令和2年版長野市統計書.   長野市 (2021年4月1日). 2021年4月8日時点のオリジナルよりアーカイブ。2021年4月8日閲覧。
5. 1 2 3  “8 運輸・通信” (xlsx). 令和5年版長野市統計書.   長野市 (2024年3月11日). 2024年7月20日時点のオリジナルよりアーカイブ。2024年7月20日閲覧。